# Liste des évêques de Beaumont
La liste des évêques de Beaumont recense les noms des évêques qui se sont succédé sur le siège épiscopal de Beaumont au Texas depuis la création du diocèse de Beaumont (Dioecesis Bellomontensis) le 25 juin 1966, par détachement de celui de Galveston.

## Sont évêques
- 4 juillet 1966-27 avril 1971 : Vincent Harris (Vincent Madeley Harris), nommé coadjuteur puis évêque d'Austin (Texas)
- 4 juin 1971-2 mars 1977 : Warren Boudreaux (Warren Louis Boudreaux), auparavant évêque auxiliaire du diocèse de Lafayette (Louisiane), nommé évêque de Houma-Thibodaux (Louisiane)
- 18 octobre 1977-9 octobre 1993 : Bernard Ganter (Bernard James Ganter), auparavant évêque de Tulsa (Oklahoma)
- 5 avril 1994-23 novembre 1999 : Joseph Galante (Joseph Anthony Galante), auparavant évêque auxiliaire de San Antonio (Texas), nommé évêque coadjuteur de Dallas (Texas), puis évêque de Camden (New-Jersey)
- depuis le 2 juin 2000 - 9 juin 2020 : Curtis Guillory (Curtis John Guillory), S.V.D., auparavant évêque auxiliaire de Galveston-Houston (Texas)
- depuis le 9 juin 2020: David Toups (David Leon Toups)

## Sources
- (en) Fiche du diocèse sur catholic-hierarchy.org